# FA Cup 1945/46
Der FA Cup 1945/46 war die 65. Austragung des The Football Association Challenge Cup (meist als FA Cup bekannt).
Der Pokalwettbewerb startete mit der Qualifikation zwischen dem 1. September 1945 und dem 7. November 1945. Die Hauptrunde begann anschließend ab dem 17. November 1945 und endete mit dem Finale in Wembley in London am 27. April 1946 vor einer Kulisse von offiziell 98.000 Zuschauern. Sieger des Wettbewerbs wurde zum ersten Mal Derby County. Unterlegener Finalist war Charlton Athletic. Erst- und einmalig in der Geschichte des englischen FA Cups wurden die ersten sechs Hauptrunden (bis vor dem Halbfinale) in Hin- und Rückspiel ausgetragen.

## Wettbewerb

### Erste Hauptrunde
Die Hinspiele wurden am 17. November 1945 und die Rückspiele am 24. November 1945 ausgetragen.
|                         | Gesamt |                      | Hinspiel | Rückspiel |
| ----------------------- | ------ | -------------------- | -------- | --------- |
| FC Barnet               | 3:8    | Queens Park Rangers  | 2:6      | 1:2       |
| AFC Barrow              | 3:2    | FC Netherfield       | 1:0      | 2:2       |
| Bath City               | 5:2    | Cheltenham Town      | 3:2      | 2:0       |
| Brighton & Hove Albion  | 4:2    | FC Romford           | 3:1      | 1:1       |
| FC Bromley              | 6:2    | Slough United        | 6:1      | 0:1       |
| Carlisle United         | 8:3    | FC North Shields     | 5:1      | 3:2       |
| FC Chorley              | 2:3    | Accrington Stanley   | 2:1      | 0:2       |
| Crewe Alexandra         | 4:5    | AFC Wrexham          | 4:2      | 0:3       |
| FC Darlington           | 6:1    | FC Stockton          | 2:0      | 4:1       |
| Doncaster Rovers        | 1:3    | Rotherham United     | 0:1      | 1:2       |
| Halifax Town            | 3:4    | York City            | 1:0      | 2:4       |
| AFC Gateshead           | 8:3    | Hartlepools United   | 6:2      | 2:1       |
| Kettering Town          | 3:7    | Grantham Town        | 1:5      | 2:2       |
| Leyton Orient           | 2:3    | FC Newport (IOW)     | 2:1      | 0:2       |
| Lovells Athletic        | 6:4    | AFC Bournemouth      | 4:1      | 2:3       |
| Mansfield Town          | 5:4    | Gainsborough Trinity | 3:0      | 2:4       |
| FC Marine               | 7:3    | Stalybridge Celtic   | 4:0      | 3:3       |
| Northampton Town        | 10:1   | Chelmsford City      | 5:1      | 5:0       |
| Notts County            | 4:3    | Bradford City        | 2:2      | 2:1       |
| Port Vale               | 6:0    | AFC Wellington       | 4:0      | 2:0       |
| FC Reading              | 6:7    | FC Aldershot         | 3:0      | 3:7       |
| Shrewsbury Town         | 6:4    | FC Walsall           | 5:0      | 1:4       |
| FC South Liverpool      | 2:7    | Tranmere Rovers      | 1:1      | 1:6       |
| FC Southport            | 2:5    | Oldham Athletic      | 1:2      | 1:3       |
| Stockport County        | 2:3    | AFC Rochdale         | 1:2      | 1:1       |
| Sutton United           | 3:11   | Walthamstow Avenue   | 1:4      | 2:7       |
| Swindon Town            | 2:4    | Bristol Rovers       | 1:0      | 1:4       |
| Torquay United          | 1:2    | AFC Newport County   | 0:1      | 1:1       |
| Trowbridge Town         | 3:10   | Exeter City          | 1:3      | 2:7       |
| FC Watford              | 4:1    | Southend United      | 1:1      | 3:0       |
| AFC Willington          | 2:5    | FC Bishop Auckland   | 0:5      | 2:0       |
| Wisbech Town            | 0:8    | Ipswich Town         | 0:3      | 0:5       |
| Yeovil & Petters United | 2:5    | Bristol City         | 2:2      | 0:3       |
| Yorkshire Amateur       | 2:5    | Lincoln City         | 1:0      | 1:5       |

### Zweite Hauptrunde
Die Hinspiele wurden am 8. Dezember 1945 und die Rückspiele am 15. Dezember 1945 ausgetragen.
|                     | Gesamt |                        | Hinspiel | Rückspiel |
| ------------------- | ------ | ---------------------- | -------- | --------- |
| FC Aldershot        | 12:0   | FC Newport (IOW)       | 7:0      | 5:0       |
| AFC Barrow          | 8:5    | Carlisle United        | 4:2      | 4:3       |
| FC Bishop Auckland  | 1:5    | York City              | 1:2      | 0:3       |
| Bristol City        | 6:2    | Bristol Rovers         | 4:2      | 2:0       |
| FC Bromley          | 2:4    | FC Watford             | 1:3      | 1:1       |
| AFC Gateshead       | 5:4    | FC Darlington          | 1:2      | 4:2       |
| Grantham Town       | 2:4    | Mansfield Town         | 1:2      | 1:2       |
| Lovells Athletic    | 7:3    | Bath City              | 2:1      | 5:2       |
| AFC Newport County  | 8:2    | Exeter City            | 5:1      | 3:1       |
| Northampton Town    | 3:2    | Notts County           | 3:1      | 0:1       |
| Oldham Athletic     | 3:4    | Accrington Stanley     | 2:1      | 1:3       |
| Port Vale           | 4:2    | FC Marine              | 3:1      | 1:1       |
| Queens Park Rangers | 6:0    | Ipswich Town           | 4:0      | 2:0       |
| Rotherham United    | 3:2    | Lincoln City           | 2:1      | 1:1       |
| Shrewsbury Town     | 1:2    | AFC Wrexham            | 0:1      | 1:1       |
| Tranmere Rovers     | 3:4    | AFC Rochdale           | 3:1      | 0:3       |
| Walthamstow Avenue  | 3:5    | Brighton & Hove Albion | 1:1      | 2:4       |

### Dritte Hauptrunde
Die Hinspiele wurden am 5. Januar 1946 und die Rückspiele zwischen dem 7. Januar 1946 und dem 10. Januar 1946 ausgetragen.
|                      | Gesamt |                         | Hinspiel | Rückspiel |
| -------------------- | ------ | ----------------------- | -------- | --------- |
| Accrington Stanley   | 3:7    | Manchester United       | 2:2      | 1:5       |
| FC Aldershot         | 3:0    | Plymouth Argyle         | 2:0      | 1:0       |
| Birmingham City      | 1:0    | FC Portsmouth           | 1:0      | 0:0       |
| Bolton Wanderers     | 4:1    | Blackburn Rovers        | 1:0      | 3:1       |
| Bradford Park Avenue | 3:2    | Port Vale               | 2:1      | 1:1       |
| Bristol City         | 7:3    | Swansea Town            | 5:1      | 2:2       |
| FC Bury              | 7:5    | AFC Rochdale            | 3:3      | 4:2       |
| Cardiff City         | 1:5    | West Bromwich Albion    | 1:1      | 0:4       |
| Charlton Athletic    | 4:3    | FC Fulham               | 3:1      | 1:2       |
| FC Chelsea           | 3:1    | Leicester City          | 1:1      | 2:0       |
| FC Chester           | 1:4    | FC Liverpool            | 0:2      | 1:2       |
| FC Chesterfield      | 3:4    | York City               | 1:1      | 2:3       |
| Coventry City        | 2:3    | Aston Villa             | 2:1      | 0:2       |
| Grimsby Town         | 2:5    | AFC Sunderland          | 1:3      | 1:2       |
| Huddersfield Town    | 1:3    | Sheffield United        | 1:1      | 0:2       |
| Leeds United         | 6:11   | FC Middlesbrough        | 4:4      | 2:7       |
| Lovells Athletic     | 3:12   | Wolverhampton Wanderers | 2:4      | 1:8       |
| Luton Town           | 0:9    | Derby County            | 0:6      | 0:3       |
| Manchester City      | 8:4    | AFC Barrow              | 6:2      | 2:2       |
| Mansfield Town       | 0:5    | Sheffield Wednesday     | 0:0      | 0:5       |
| Newcastle United     | 4:5    | FC Barnsley             | 4:2      | 0:3       |
| Northampton Town     | 2:5    | FC Millwall             | 2:2      | 0:3       |
| Norwich City         | 2:6    | Brighton & Hove Albion  | 1:2      | 1:4       |
| Nottingham Forest    | 2:2    | FC Watford              | 1:1      | 1:1       |
| Preston North End    | 4:3    | FC Everton              | 2:1      | 2:2       |
| Queens Park Rangers  | 0:0    | Crystal Palace          | 0:0      | 0:0       |
| Rotherham United     | 4:2    | AFC Gateshead           | 2:2      | 2:0       |
| FC Southampton       | 6:4    | AFC Newport County      | 4:3      | 2:1       |
| Stoke City           | 4:3    | FC Burnley              | 3:1      | 1:2       |
| Tottenham Hotspur    | 2:4    | FC Brentford            | 2:2      | 0:2       |
| West Ham United      | 6:1    | FC Arsenal              | 6:0      | 0:1       |
| AFC Wrexham          | 2:8    | FC Blackpool            | 1:4      | 1:4       |

#### Entscheidungsspiele
| Datum           |                     | Ergebnis |                |
| --------------- | ------------------- | -------- | -------------- |
| 16. Januar 1946 | Nottingham Forest   | 0:1      | FC Watford     |
| 16. Januar 1946 | Queens Park Rangers | 1:0      | Crystal Palace |

### Vierte Hauptrunde
Die Hinspiele wurden am 26. Januar 1946 und die Rückspiele zwischen dem 28. Januar 1946 und dem 31. Januar 1946 ausgetragen.
|                        | Gesamt |                         | Hinspiel | Rückspiel |
| ---------------------- | ------ | ----------------------- | -------- | --------- |
| FC Barnsley            | 4:2    | Rotherham United        | 3:0      | 1:2       |
| Birmingham City        | 6:1    | FC Watford              | 5:0      | 1:1       |
| FC Blackpool           | 5:5    | FC Middlesbrough        | 3:2      | 2:3       |
| Bolton Wanderers       | 5:2    | FC Liverpool            | 5:0      | 0:2       |
| Bradford Park Avenue   | 9:5    | Manchester City         | 1:3      | 8:2       |
| Brighton & Hove Albion | 7:1    | FC Aldershot            | 3:0      | 4:1       |
| Bristol City           | 2:6    | FC Brentford            | 2:1      | 0:5       |
| Charlton Athletic      | 6:3    | Wolverhampton Wanderers | 5:2      | 1:1       |
| FC Chelsea             | 2:1    | West Ham United         | 2:0      | 0:1       |
| Derby County           | 4:1    | West Bromwich Albion    | 1:0      | 3:1       |
| Manchester United      | 2:3    | Preston North End       | 1:0      | 1:3       |
| FC Millwall            | 3:13   | Aston Villa             | 2:4      | 1:9       |
| Sheffield Wednesday    | 11:2   | York City               | 5:1      | 6:1       |
| Southampton            | 3:5    | Queens Park Rangers     | 0:1      | 3:4       |
| Stoke City             | 4:3    | Sheffield United        | 2:0      | 2:3       |
| AFC Sunderland         | 7:6    | FC Bury                 | 3:1      | 4:5       |

#### Entscheidungsspiel
| Datum           |              | Ergebnis |                  |
| --------------- | ------------ | -------- | ---------------- |
| 4. Februar 1946 | FC Blackpool | 0:1      | FC Middlesbrough |

### Fünfte Hauptrunde
Die Hinspiele wurden am 9. Februar 1946 und die Rückspiele zwischen dem 11. Februar 1946 und dem 14. Februar 1946 ausgetragen.
|                        | Gesamt |                      | Hinspiel | Rückspiel |
| ---------------------- | ------ | -------------------- | -------- | --------- |
| FC Barnsley            | 1:2    | Bradford Park Avenue | 0:1      | 1:1       |
| Bolton Wanderers       | 2:1    | FC Middlesbrough     | 1:0      | 1:1       |
| Brighton & Hove Albion | 1:10   | Derby County         | 1:4      | 0:6       |
| FC Chelsea             | 0:2    | Aston Villa          | 0:1      | 0:1       |
| Preston North End      | 1:7    | Charlton Athletic    | 1:1      | 0:6       |
| Queens Park Rangers    | 1:3    | FC Brentford         | 1:3      | 0:0       |
| Stoke City             | 2:0    | Sheffield Wednesday  | 2:0      | 0:0       |
| AFC Sunderland         | 2:3    | Birmingham City      | 1:0      | 1:3       |

### Sechste Hauptrunde
Die Hinspiele wurden am 2. März 1946 und die Rückspiele zwischen dem 6. März 1946 und dem 9. März 1946 ausgetragen.
|                      | Gesamt |                  | Hinspiel | Rückspiel |
| -------------------- | ------ | ---------------- | -------- | --------- |
| Aston Villa          | 4:5    | Derby County     | 3:4      | 1:1       |
| Bradford Park Avenue | 2:8    | Birmingham City  | 2:2      | 0:6       |
| Charlton Athletic    | 9:4    | FC Brentford     | 6:3      | 3:1       |
| Stoke City           | 0:2    | Bolton Wanderers | 0:2      | 0:0       |

### Halbfinale
Die ersten beiden Spiele wurden am 23. März 1946 und das Wiederholungsspiel am 27. März 1946 ausgetragen.
|                   | Ergebnis |                  | Ort        |
| ----------------- | -------- | ---------------- | ---------- |
| Charlton Athletic | 2:0      | Bolton Wanderers | Birmingham |
| Derby County      | 1:1      | Birmingham City  | Sheffield  |

#### Wiederholungsspiel
|              | Ergebnis |               | Ort        |
| ------------ | -------- | ------------- | ---------- |
| Derby County | 4:0      | FC Birmingham | Manchester |

### Finale
| Derby County                                | Derby County | Charlton Athletic | Charlton Athletic |
| ------------------------------------------- | --- | --- | ----------------- |
| Derby County                                | \| Finale \| \| Samstag, 27. April 1946 in London (Wembley) \| \| Ergebnis: 4:1 n. V. (1:1, 0:0) \| \| Zuschauer: 98.000 \| \| Schiedsrichter: Eddie Smith \| \| Spielbericht \|      | \| Finale \| \| Samstag, 27. April 1946 in London (Wembley) \| \| Ergebnis: 4:1 n. V. (1:1, 0:0) \| \| Zuschauer: 98.000 \| \| Schiedsrichter: Eddie Smith \| \| Spielbericht \| | Charlton Athletic |
| Derby County                                | Vic Woodley – Jack Nicholas, Jack Howe – Jim Bullions, Leon Leuty, Chick Musson – Reg Harrison, Raich Carter, Jackie Stamps, Peter Doherty, Dally Duncan Cheftrainer: Stuart McMillan | Sam Bartram – Harold Phipps, Jack Shreeve – Bert Turner, Jack Oakes, Bert Johnson – Les Fell, Sailor Brown, Arthur Turner, Don Welsh, Chris Duffy Cheftrainer: Jimmy Seed        | Charlton Athletic |
| Derby County                                | 1:0 Bert Turner (85., Eigentor) 2:1 Peter Doherty (92.) 3:1 Jackie Stamps (97.) 4:1 Jackie Stamps (106.)                                                                              | 1:1 Bert Turner (86.) | Charlton Athletic |
| Finale                                      | | |                   |
| Samstag, 27. April 1946 in London (Wembley) | | |                   |
| Ergebnis: 4:1 n. V. (1:1, 0:0)              | | |                   |
| Zuschauer: 98.000                           | | |                   |
| Schiedsrichter: Eddie Smith                 | | |                   |
| Spielbericht                                | | |                   |